# Sădievo, Burgas
Sădievo (în bulgară Съдиево) este un sat în Obștina Aitos, Regiunea Burgas, Bulgaria.

## Demografie
Componența etnică a satului Sădievo
     Bulgari (96,25%)
     Romi (1,06%)
     Nicio identificare (2,67%)
     Altele (0%)
La recensământul din 2011, populația satului Sădievo era de 374 locuitori. Din punct de vedere etnic, majoritatea locuitorilor (96,25%) erau bulgari, cu o minoritate de romi (1,06%). Pentru 2,67% din locuitori nu este cunoscută apartenența etnică.